# Бені-Азіз
Бені-Азіз – місто на північному сході Алжиру, у провінції Сетіф.
| Алжир | Це незавершена стаття з географії Алжиру. Ви можете допомогти проєкту, виправивши або дописавши її. |